# Centre culturel suisse
 (mars 2018).

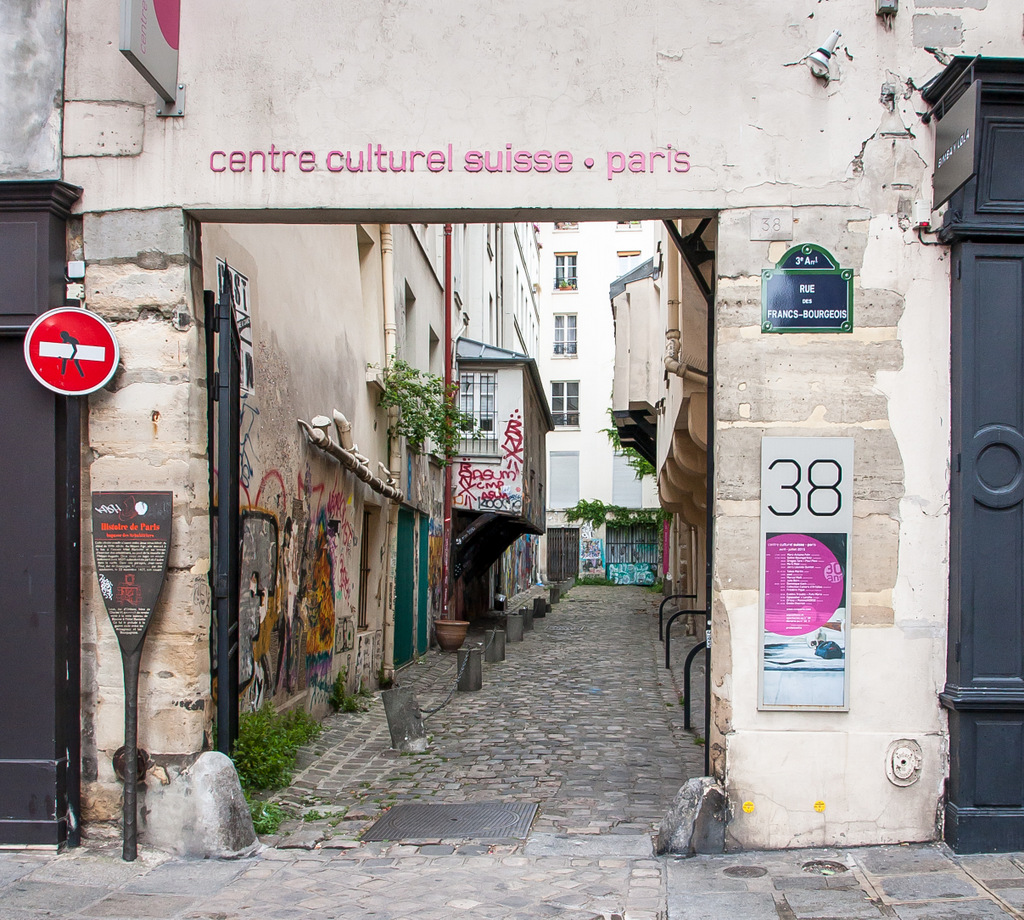
Centre culturel Suisse, Paris.

Le Centre culturel suisse est l'antenne en France de Pro Helvetia, la fondation suisse pour la culture. Inauguré en 1985, il est situé à Paris au 32 et 38 de la rue des Francs-Bourgeois. Le Centre culturel suisse (CCS) a pour vocation de faire connaître en France une création contemporaine helvétique ouverte sur le monde, d’y favoriser le rayonnement des artistes suisses, et de promouvoir les échanges entre les scènes artistiques suisses et françaises.
La programmation est résolument axée sur la création contemporaine suisse et en reflète la diversité. Expositions, spectacles, concerts jazz, films documentaire, conférences et débats, rythment les saisons du Centre culturel suisse.

## Présentation du Centre culturel suisse

### Fonctionnement
Le Centre culturel suisse est dirigé par Jean-Marc Diébold à partir du 1er octobre 2018. Le Centre est membre du Ficep.
Anciens directeurs du Centre :
- Irène Albrecht, Verena Aebischer, Nicolas Gyger, François Tille, Catherine Violaz, Catherine Zbinden et Daniel Jeannet (1985-1986)
- Otto Ceresa (1986-1988)
- Werner Düggelin (1988-1991)
- Daniel Jeannet (1991-2002)
- Michel Ritter (2002-1er mai 2007)
- Katrin Saadé-Meyenberger, direction a.i., avec Klaus Hersche et Nicolas Trembley à la direction artistique (2007-2008)
- Jean-Paul Felley et Olivier Kaeser (2008-2018)[2].

### Équipements
Le CCS comprend : deux espaces d’exposition (de 270 m2 et de 40 m2), une salle de spectacle pouvant accueillir une centaine de spectateurs ainsi qu’une librairie. Cette dernière, conçue par le bureau d’architectes Jakob+MacFarlane, propose une riche sélection d’ouvrages, de DVD et de CD d’auteurs, d’artistes ou d’éditeurs suisses. L’accent est mis sur l’art contemporain, l’architecture, le graphisme et la littérature.

## Expositions

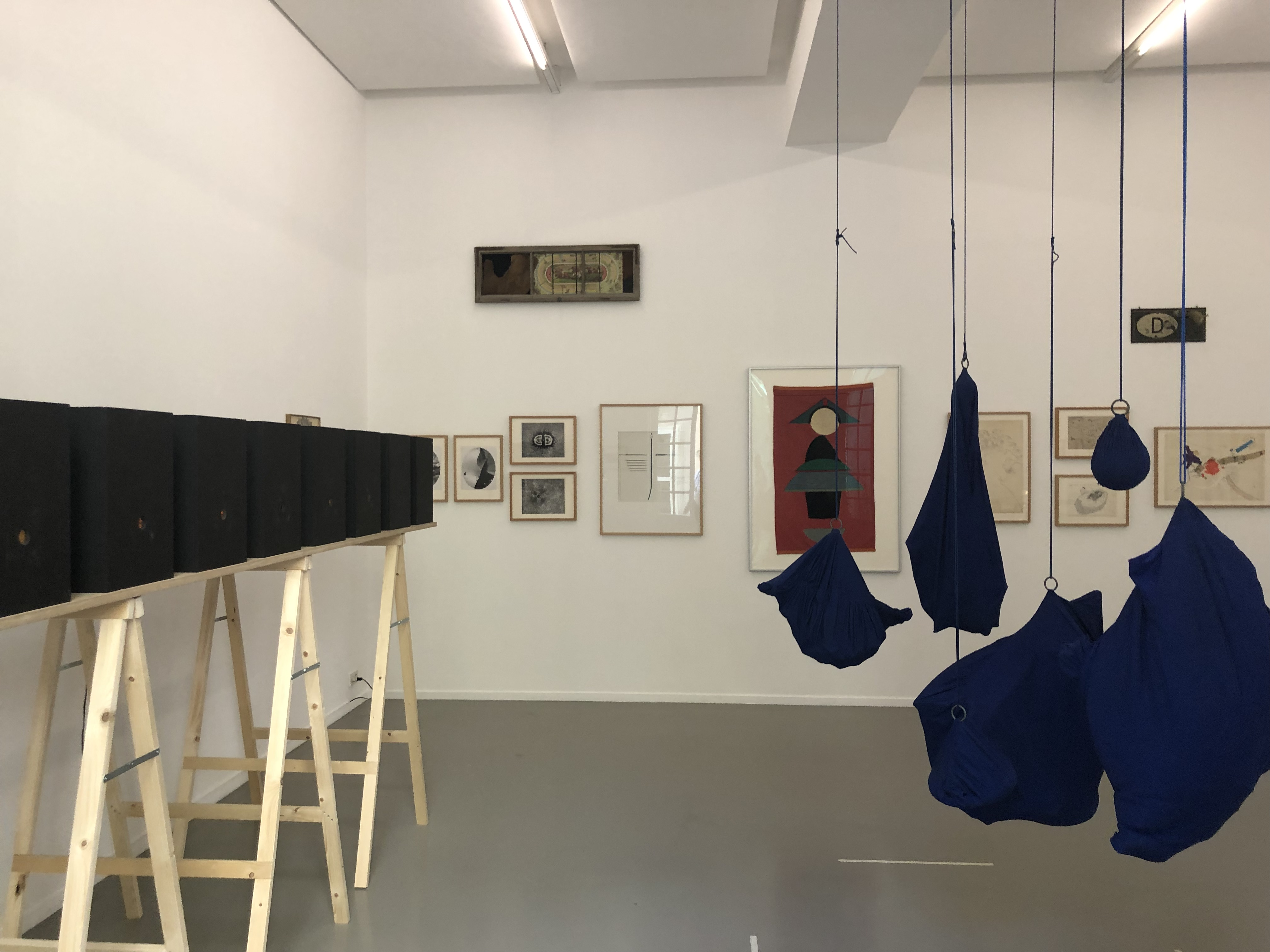
Exposition Tremblez Tremblez sur Doris Stauffer au Centre Culturel Suisse à Paris en avril 2019

Programmation complète sur le site ccsparis.com